# Dogoše
Dogoše (slovenska izgovarjava: [dɔˈgóʃɛ]) je vas v Mestni občini Maribor, ki je od centra mesta oddaljena 8–9 km. Spada v Mestno četrt Brezje-Dogoše-Zrkovci. Je vas s pretežno kmečkim življem. 
Leži ob reki Dravi, ki še danes privlače mnoge ribiče. Pred leti je bila struga reke umetno razširjena in na obrežjih zgrajen nasip, ker je poplavljala njive in tako uničevala pridelek ter hiše v njeni neposredni bližini. 
V Dogošah obratuje tudi Centralna čistilna naprava Maribor. Sem se steka celoten mestni kanalizacijski sistem.
Zraven kmetijstva je v Dogošah razvita tudi industrija, podjetništvo in gostinstvo. Vas ima tudi svoj nogometni klub NK Dogoše.

## Etimologija
Ena izmed razlag navaja izvor imena Dogoše iz besede Dolgoše, ki jo razdelimo na dolg in goše (gozdovi). Razvoj krajevnega imena Dogoše v pisnih virih gre od Legindorf (1096–1105), Legendorf in Legndorf (1265–1267) prek Lengdorf, Longdorf in Lengdorf v 14. in 15. stoletju do Lendorf, ki se je obdržalo do 20. stoletja. Nemško besedo lang (dolg) bi se dalo ob predpostavki, da so nemški zapisovalci poznali pomen slovenske besede dolg, povezati s predpono len-, ki ji je dodana beseda Dorf. Tako bi lahko v nemškem prevodu šlo za Dolgo vas (Lang Dorf).

## Zgodovina
V starejši kameni dobi (paleolitiku) na tem območju ni sledov naselitve. Doslej znana arheološka najdišča kažejo, da so se prazgodovinski ljudje pri naseljevanju mariborskega območja držali zlasti terasastih robov ob Dravi (npr. Dogoše, Zrkovce, Pobrežje na desnem in Melje, Maribor, Kamnica na levem bregu Drave) in vznožja Pohorja (Ruše, Limbuš, Radvanje, Razvanje, Pivola, Poštela, Hoče). 
Na ostanke temeljev rimskih stavb so v šestdesetih letih naleteli pri gradnji kanala srednja Drava I v Dogošah. Zaradi hitrosti gradnje gradbišča ni bilo mogoče raziskati. Na robu visoke terase pri Dogošah je bilo do nedavnega ohranjeno manjše grobišče štirih malih in ene velike gomile. Pri gradnji nove ceste preko kanala Drave je bil jeseni leta 1966 na vzhodnem robu gozda uničen del teh gomil.